# خارکیو تراکتور
خارکیو تراکتور (اوکراینی: Харківський тракторний завод، آوانگاری: Kharkivskyi Traktornyi Zavod) شرکت صنایع سنگین اوکراینی است، که در سال ۱۹۳۱ تأسیس شد.